# Distrito de Shah Wali Kot

El distrito de Shah Wali Kot está situado en el norte de la provincia de Kandahar, Afganistán. Tiene fronteras con el distrito de Khakrez al oeste; el distrito de Naish y la provincia de Oruzgan al norte; la provincia de Zabul al este y los distritos de Daman y de Arghandab al sur. La población es de 38.400 personas (2006). La capital del distrito se encuentra en el sur.
Este distrito es conocido por dar cobijo a la mayor parte de las fuerzas talibán.
- Datos: Q2669304
- Multimedia: Shah Wali Kot District / Q2669304